# Estação ferroviária Fengtai
A estação ferroviária Fengtai (chinês: 丰台站, pinyin: Fēngtái zhàn) é uma estação ferroviária localizada no distrito de Fengtai, em Pequim. A estação está fechada desde junho de 2010 em preparação para a construção da nova estação Fengtai, com um tamanho similar à estação ferroviária Pequim Sul.
A nova estação ferroviária será servida por ambas ferrovias de alta-velocidade e convencionais e será a maior estação de trem na Ásia. Também é esperado que a estação seja um dos terminais da ferrovia de alta velocidade Pequim–Cantão–Shenzhen–Hong Kong.

## História

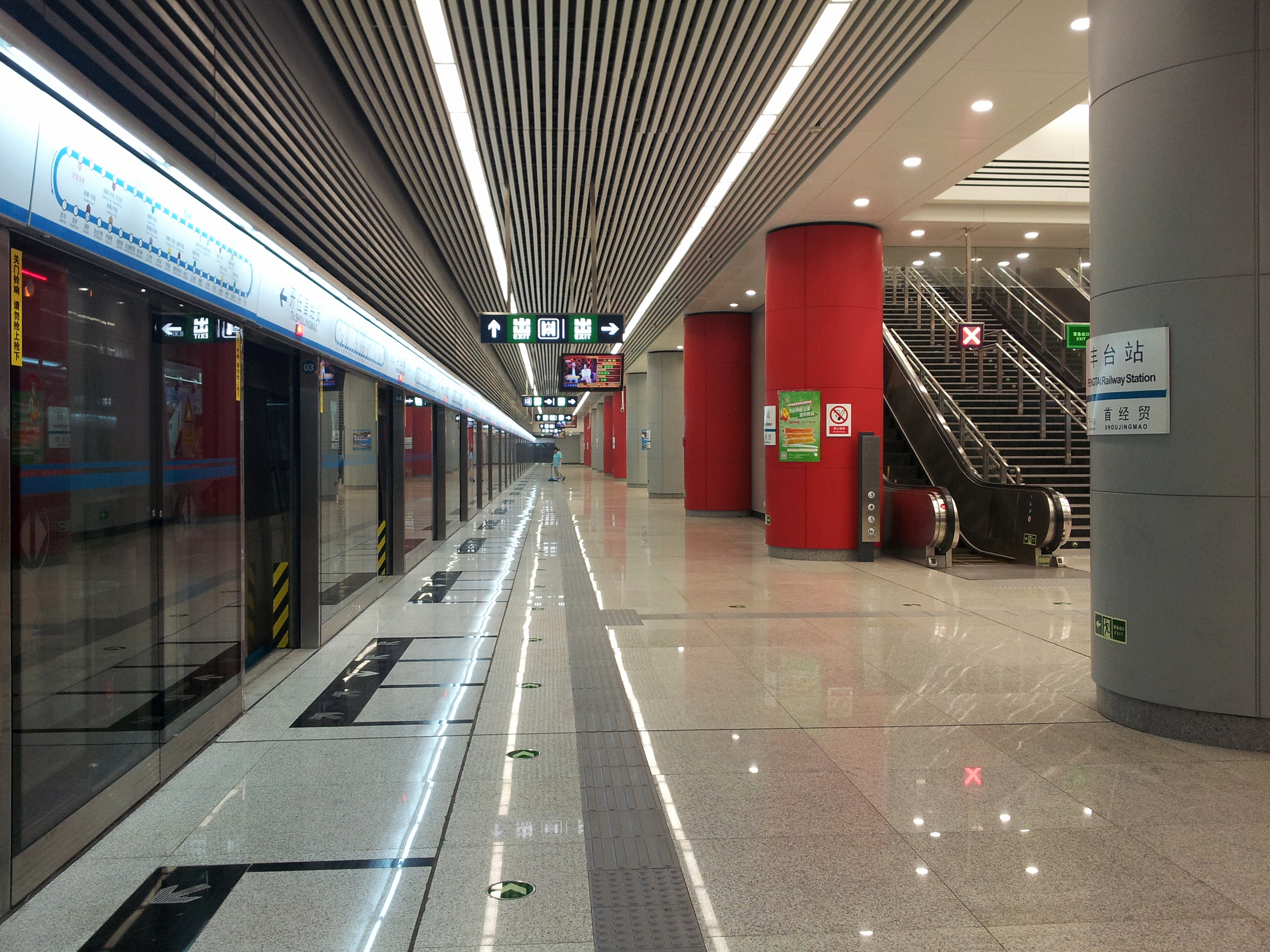
Plataforma da linha 10

A construção começou oficialmente no meio de 2018 e era esperado que a estação ferroviária fosse aberta para ferrovias convencionais em 2020, e para tráfego ferroviário de alta velocidade em 2021.

## Metrô de Pequim
A estação ferroviária Fengtai é servida pela linha 10 do metrô de Pequim. A estação metroviária foi aberta em 5 de maio de 2013. A estação também será conectada com a linha 16 no futuro.